# 批判地理学
批判地理学（ひはんちりがく、英: Critical geography）とは、社会的公正、解放、左派政治を推進する理論に基づいた地理学研究である。批判地理学は、マルクス主義、フェミニズム、ポストモダニズム、ポスト構造主義、クイア理論などを包摂する単語としても用いられる。
批判地理学は、マルクスの諸命題を採用して世界を解釈し、変革しようとする批判社会学の派生理論の一つである。
Agger（1998）は地理学の分野で研究されている批判的社会理論の特徴をいくつか挙げている。それらは論理実証主義的な態度（positivism）を拒否し、〔社会の〕進歩は可能であるという信念を受け入れ、〔社会における〕支配（domination）の構造的力学に対する主張を行い、支配（domination）が誤った意識、誤ったイデオロギー、誤った神話形態から派生していると主張し、個々人の日常の変化と自己変革による社会変革を信じ、決定論を否定し、利己的変革主義（revolutionary expediency）を拒絶することを含む。
Fay（1987）の定義によれば、現代の批判的科学とは、社会における抑圧を理解し、その理解に基づいて社会の変化と解放を促進するための努力である。

## 批判
批判地理学にはいくつかの重要な問題が残されている。第一の問題は、Harvey（2000）のようないくつかの例外を除いて、批判地理学には学者間で共有している見解に関する議論は比較的限られたものしか存在しないことである。研究者は「地理学者は何について批判するのか」、「何のために批判するのか」という問いに答えなければならないのである。Barnes（2002）は、批判地理学は、世界の変化についての予測的・理想主義的なイメージを提供するよりも、さまざまな事象を説明可能な分析的視点を与えるのに適しているのだとコメントしている。
第二の問題は、批判地理学の制度化に関するものである。批判地理学者が自分たちを反抗者やアウトサイダーだとして考えていたとしても、批判地理学的な発想は地理学に浸透している。 批判地理学は今や地理学という学問のまさに中心に位置しているのである
。批判地理学の制度化はその分析的強度と洞察力の当然の結果であり、何の問題もないと見る人もいれば、制度化によって様々な分派が無理矢理に吸収されてしまうのではないかと恐れる人もいる。
最後に、批判地理学は世界中で研究されているため、英米圏以外の批判地理学者の知見がもっと認識されてしかるべきである。この点に関して、Mizuoka et al.（2005）は1920年代以降の日本の批判地理学の研究についての概観を提供してくれるものである。